# Filozofia bizantină
Filosofia bizantină este activitatea filosofică autonomă a intelectualilor de limbă greacă din Imperiul Bizantin, activitate autonomă și distinctă de cea a Părinților Bisericii sau de operele dogmatice (Cf. K. Ierodiakonou). 

## Caracterizare
Filosofia bizantină a fost studiată mult mai puțin decât alte curente sau perioade din istoria filozofiei. În legătură cu Bizanțul, sunt mult mai comune temele legate de civilizație, literatură și istorie, în vreme ce filosofia, științele, matematica, astronomia, medicina, se studiază foarte puțin.
Între secolele al IX-lea și al XV-lea, filosofia ca disciplină era știința adevărurilor fundamentale privind ființa umană și lumea. Se făcea distincția între "Filosofia din exterior" și "Filosofia din interior" sau Teologia. 

### Perspectivă istorică
Cele mai timpurii manifestări de gândire filosofică autonomă în Bizanț apar în secolul IX, odată cu "Umaniștii creștini" cum ar fi Fotie Patriarhul Constantinopolului (cca.820- cca.897), Arethas din Patras (cca. 860 -cca. 932), episcop al Cezareei și Leon al VI-lea Filozoful (sau Înțeleptul) (866 - 912). 
Fotie a elaborat doctrina Trinității, în cadrul unei dispute privind purcederea Duhului Sfânt, folosindu-se de teoria substanței a lui Aristotel. Fotie era interesat de aristotelism și respingea platonismul.
Arethas a scris lucrări de logică, ontologie și psihologie, realizând și importante ediții din Aristotel și Platon.
În secolele XI și XII, studiile de filosofie s-au dezvoltat și datorită întemeierii Universității din Constantinopol. Dintre profesorii cunoscuți ai acestei Universități s-au numărat Mihail Psellos, cel mai prolific, apoi Ioan Italos, Teodor din Smirna, Eustratiu din Niceea și Mihail din Efes. Ultimii doi au fost comentatori ai lui Aristotel. 
Cucerirea Constantinopolului de către cruciații latini, în 1204, a determinat mutarea centrului intelectual al Bizanțului. La Niceea au activat în această perioadă profesori și scriitori cum ar fi Nichifor Blemmydes și Teodor II Laskaris, care au avut mai multe generații de discipoli importanți și au produs o cantitate imensă de texte originale. 
Urmașii lor au alcătuit grupul de filosofi din perioada Paleologilor (1261-1453): Teodor Metochites, Nichifor Gregoras, Teodor Choumnos, George Pachymeres, Maximus Planoudes, Ghenadie Scholarios și Visarion din Niceea. Această perioadă a însemnat o adevărată Renaștere în Bizanț, răspândindu-se și în alte centre precum Tesalonic sau Mistra.
La Tesalonic s-a petrecut în secolul al XIV-lea dezbaterea în jurul problemei Isihasm isihaste, dintre Grigore Palamas și Varlaam Calabrezul, dezbatere cu un impact major asupra filosofiei bizantine și asupra Ortodoxiei ca sursă de spiritualitate în secolele de dominație turcească ce aveau să urmeze.
La Mistra, în Peloponez, s-a născut ultimul mare filosof bizantin, Georgios Gemistos Plethon.

## Periodizare
În opinia K. Ierodiakonou, Filosofia bizantină s-a dezvoltat de la sfârșitul secolului al IX-lea (cu Fotie și Arethas) până la căderea Constantinopolului.
Perioada premergătoare este considerată ca fiind dominată de patristică, adică de teologia și filozofia Părinților Bisericii, dintre care o bună proveneau din provinciile orientale ale Imperiului Roman. K. Ierodiakonou și alți autori subliniază faptul că filozofia Părinților Bisericii constituie o premisă necesară pentru studiul gândirii bizantine având în vedere influența religioasă, conceptuală și tematică pe care a avut-o patristica.

## Ediții critice
În 1984 a început publicarea unor ediții critice a textelor filosofice bizantine, ca parte a proiectului Corpus Philosophorum Medii Aevi, anume seria Philosophi Byzantini, la Academia din Atena, sub auspiciile Uniunii Internaționale a Academiilor, având ca editor general pe Katerina Ierodiakonou. Sunt deja tipărite zece volume, cuprinzând operele lui Nicolae din Methone, Nichifor Blemmydes, George Pachymeres, Varlaam Calabrezul, Georgios Gemistos Plethon.
S-au publicat de asemenea numeroase comentarii bizantine la operele lui Platon și Aristotel. În 1994 a început și publicarea unei serii intitulate Commentaria in Aristotelem Byzantina.

## Monografii
Cele mai semnificative lucrări cu caracter monografic sau introductiv sunt următoarele:
- B.N.Tatakis, La philosophie Byzantine, Paris, 1949. Este prima introducere generală în filosofia bizantină, apărută ca parte componentă a prestigioasei Histoire de la Philosophie a lui Emile Brehier. Tatakis ridică pentru prima dată problema existenței unei filosofii bizantine, discutând influența Părinților Bisericii asupra gândirii bizantine.
- G. Podskalsky, Theologie und Philosophie in Byzanz: Der Streit um die theologische Methodik in der spatbyzantinischen Geistesgeschichte, Munchen, 1977. Se ocupă cu problema conflictului asupra metodei teologice în Bizanț, în secolele 14 și 15, dar prezintă și idei mai generale cu privire la relație dintre filosofia bizantină și teologie. Argumentează că, deoarece în Bizanț teologia nu a devenit o știință cu metodă și epistemologie proprie, limita între teologie și filosofie a răămas clar definită, filosofia păstrându-și astfel autonomie, spre deosebire de spațiul apusean.
- H. Hunger, Die hochsprachliche profane Literatur der Byzantiner, Munchen, 1978, cu un capitol despre filosofia bizantină. Conține conspecte ale unui număr mare de opere filosofice bizantine.
- K. Oehler, Antike Philosophie und Byzantinisches Mittelalter, Munchen, 1969. Argumentează că gândirea filosofică în Bizanț a ajuns la soluții originale, acest lucru fiind facilitat tocmai de asocierea ei cu teologia.
- J. Beckmann, Geschichte der Philosophie, ed. K. Vorlander, 1990. Conține un capitol despre filosofia bizantină, în care susține importanța studiului logicii și metafizicii gânditorilor bizantini.
- Katerina Ierodiakonou, "Die theoretische und praktische Autonomie der Philosophie als Fachdisziplin in Byzanz", în: M. Asztalos et al. (eds.), Knowledge and the Sciences in Medieval Philosophy, Helsinki, 1990, pp. 233-236). Susține că activitatea filosofică din perioada bizantină trebuie considerată ca însemnând faza medievală a filosofiei grecești, absolut distinctă de ceea ce se cunoaște ca etapa finală a filosofiei antice și de asemenea diferită de teologia Părinților Bisericii.
- N. Matsoukas, Ιστορια τής Βυζαντινης Φιλοσοφιας (în limba greacă), Tesalonic, 1994. (Tradusă în românește de C. Coman și N. Deciu, Editura Bizantină, București). O elaborare sistematică în care autorul discută conceptual filosofia bizantină, organizat în funcție de tematica ontologică, antropologică, etică, estetică și gnoseologică.
- A. de Libera, "La Philosophie a Byzance", în: La philosophie medievale, Paris, 1995.
- L. Brisson, "L'aristotelisme dans le monde byzantin", "Le monde byzantin et la philosophie grecque", în: M. Canto-Sperber (ed.), Philosophie Grecue, Paris, 1997.
- L. Couloubaritis, Histoire de la philosophie ancienne et medievale, Paris, 1998.
- Katerina Ierodiakonou (ed.), Byzantine Philosophy and Its Ancient Sources, Clarendon Press, Oxford, 2002. Un meritoriu volum cu cercetări recente la care au colaborat Sten Ebbesen, Paul Kalligas, Dominic O'Meara, Michael Frede, Jonathan Barnes, John Duffy, Borje Byden, Polymnia Athanassiadi, George Karamanolis.